# ヴァイプシュタット
ヴァイプシュタット (ドイツ語: Waibstadt, ドイツ語発音: [ˈva‿ipʃtat]) は、ドイツ連邦共和国バーデン＝ヴュルテンベルク州ライン＝ネッカー郡に属す小都市。この都市は、ヴァイプシュタット自治体行政連合、およびブルンネンレギオン観光地区に属している。

## 地理

### 位置
ヴァイプシュタットは、クライヒガウ北部シュヴァルツバッハ沿いに位置する。ハイデルベルクの南東約20km、ジンスハイムの北約6kmにあたる。

### 隣接する市町村
この都市は、北西にナイデンシュタイン、北東にヘルムシュタット＝バーゲン、東にネッカービショフスハイム、南にジンスハイム、西にツーツェンハウゼンおよびエッシェルブロンと境を接する。

### 市の構成
中核地区であるヴァイプシュタット地区の他、バーナウ（またはベルナウ）地区、ダイスバッハ地区がこの都市に属している。

## 歴史

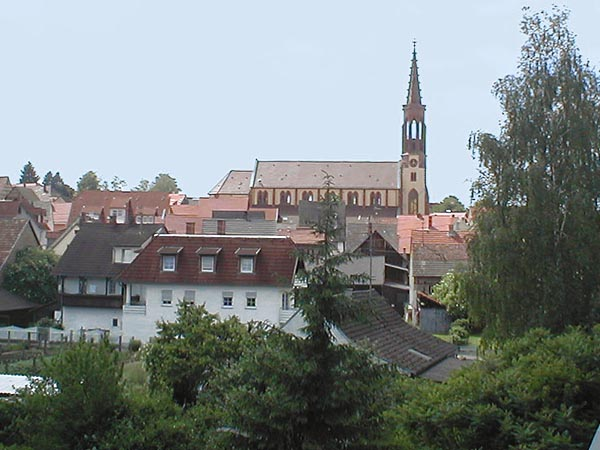
ヴァイプシュタットの眺め

文献上の最も古い記録は795年のものであるが、この場所にはローマ時代から入植地が営まれていたさまざまな状況証拠がある。フランケン時代にヴァイプシュタットに防衛施設が設けられ、1200年頃に都市権が与えられた。この当時の都市やその記録は、大火によって焼失してしまったが、1347年にヴィンプフェンの例に倣って、皇帝ルートヴィヒ4世はその都市権を追認した。ヴァイプシュタットは、その歴史のうち多くの時間を担保に出されていた。初めはシュパイアー司教本部に、次いでヘルムシュタット家に、さらにプファルツ選帝侯に長期間という具合である。この間、ヴァイプシュタットは帝国直轄地への復帰を目指してさまざまな働きかけを行ったのだが、結局成功しなかった。
市の防衛施設は、17世紀にその一部が、19世紀にはついにそのすべてが撤去された。ヴァイプシュタットは1803年にバーデン大公領となった。1971年にダイスバッハがこの都市に合併した。

### 人口推移
| 年   | 1871  | 1910  | 1939  | 1950  | 1961  | 1970  | 1980  | 1990  | 1995  | 2001  | 2005  | 2010  | 2015  | 2018  |
| ---- | ----- | ----- | ----- | ----- | ----- | ----- | ----- | ----- | ----- | ----- | ----- | ----- | ----- | ----- |
| 人口 | 2,563 | 2,554 | 2,402 | 4,002 | 3,899 | 4,696 | 4,840 | 5,268 | 5,600 | 5,751 | 5,736 | 5,723 | 5,735 | 5,682 |

## 行政

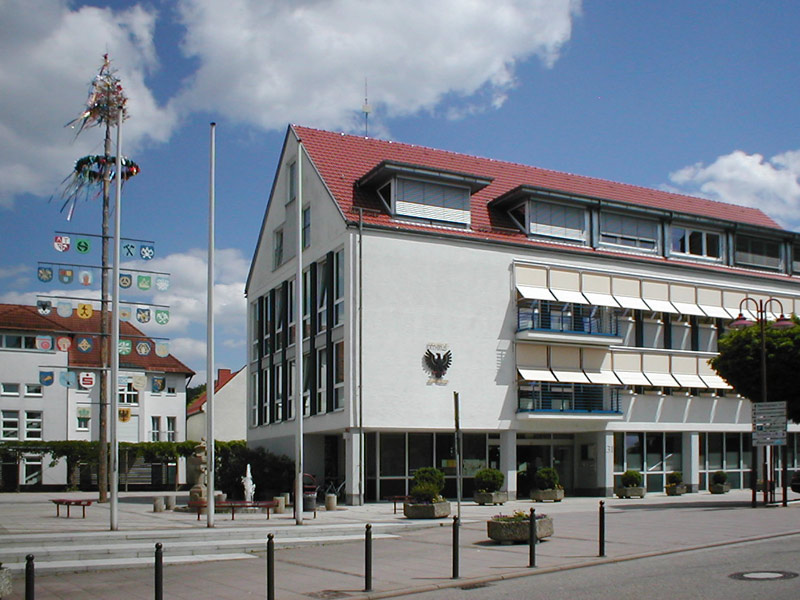
ヴァイプシュタットの市庁舎

### 市議会
ヴァイプシュタット市議会は14議席からなる。

### 紋章
図柄: 金地に、赤い爪と赤い舌を見せる黒い鷲。この紋章は、1337年の印章に基づいている。

## 文化と見所

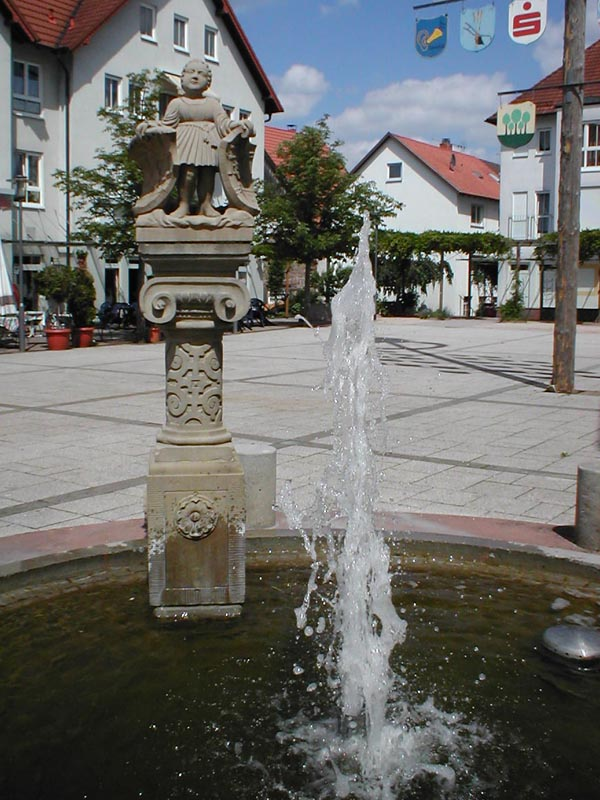
ブルンネンヴァイプレ

### 建築
- この街の象徴ともなっているのが、「ブルンネンヴァイプレ」（泉の娘）である。これは第二次世界大戦後に再建された泉の彫像である。この像は、12世紀に皇帝がヴァイプシュタットでの潜伏に成功したことを感謝して建設したという伝説がある。
- ネオゴシック様式のカトリック教区教会ウンゼラー・リーベン・フラウ（我らが愛する聖母教会）は1868年に建造された。旧市街にそびえるその塔は、クライヒガウ地方で最も高い教会建築である。高さ65mのこの塔は、オーデンヴァルト特有の赤い砂岩で造られている。教会内部には装飾豊かな歴史的な説教壇が保存されている。マリア礼拝堂も、すべて赤い砂岩で造営されている。礼拝堂背後の高台の上に1910年建造のプロテスタント教会がある。
- 市の中心部には多くの木組み建築や農場建築がある。農場近くの通り沿いにオフィスと並んで教区教会横に歴史的な醸造所兼レストラン「アドラー」（鷲亭）や1908年建造の堅牢な旧菓子工場がある。
- 駅舎は新古典様式の建築である。
- 街には、多くのキリスト十字架像やマリア像が保存されている。1736年や1829年建立の記録を持つ十字架もある。また、ほぼ等身大の汚れなきマリア像や古いマリア祭壇も遺されている。
- 中核地区の東郊外に、周辺の19のユダヤ人コミュニティが用いている大規模なユダヤ人墓地がある。墓地のすぐ隣には、1924年にヘルマン・ヴァイルが築いた廟がある。
- ダイスバッハ地区には、ダイスバッハ城趾がある。この城は1366年にフェニンゲン家の所有として初めて記録が遺されている城であり、1627年に焼失した後、1730年に一部再建された。1991年からは市民団体により遺跡の修復がなされている。

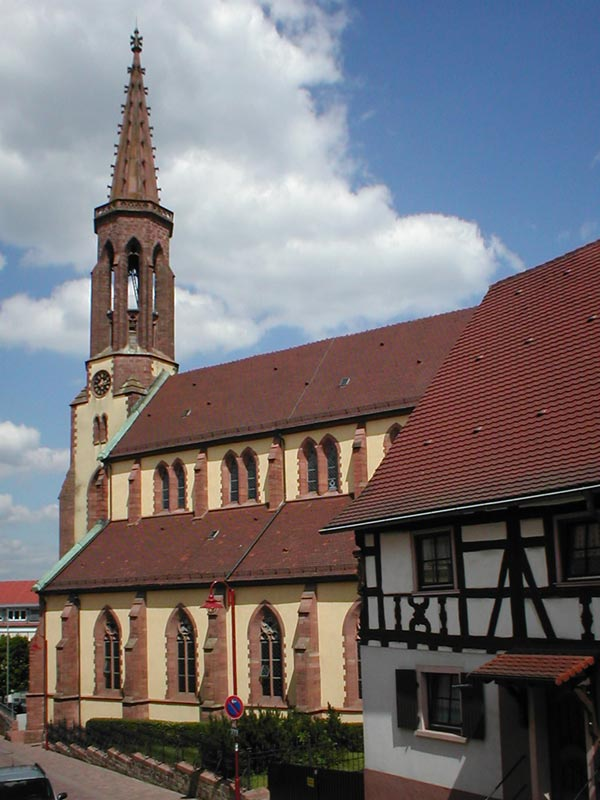
カトリック教区教会
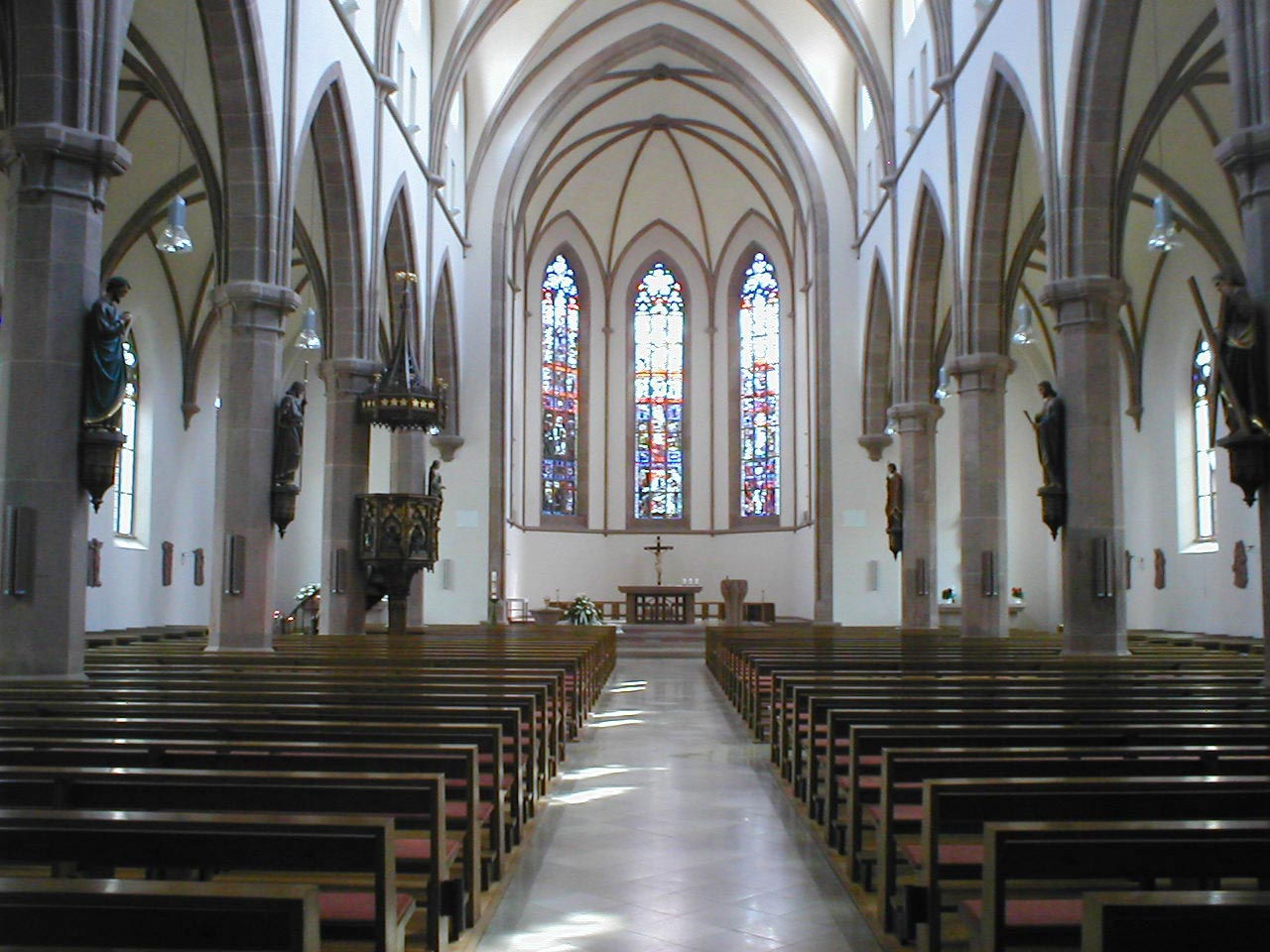
カトリック教区教会の内部
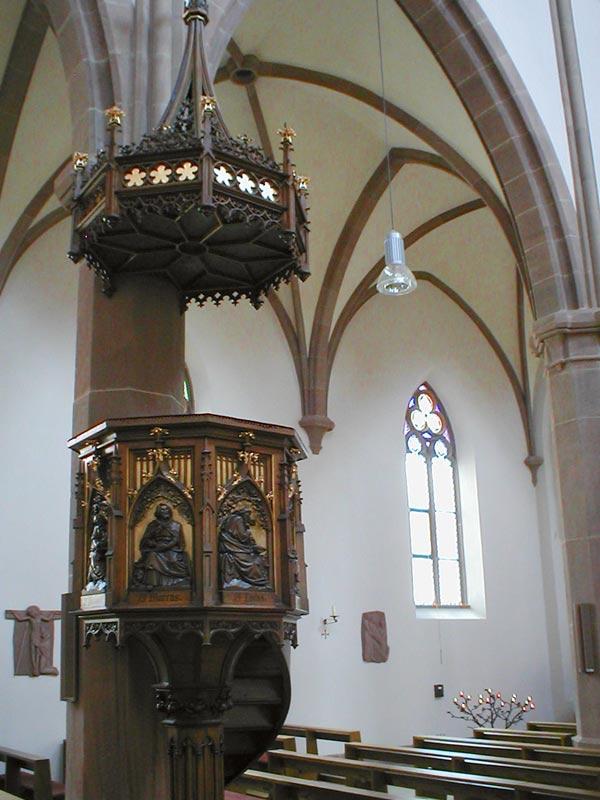
カトリック教区教会の説教壇
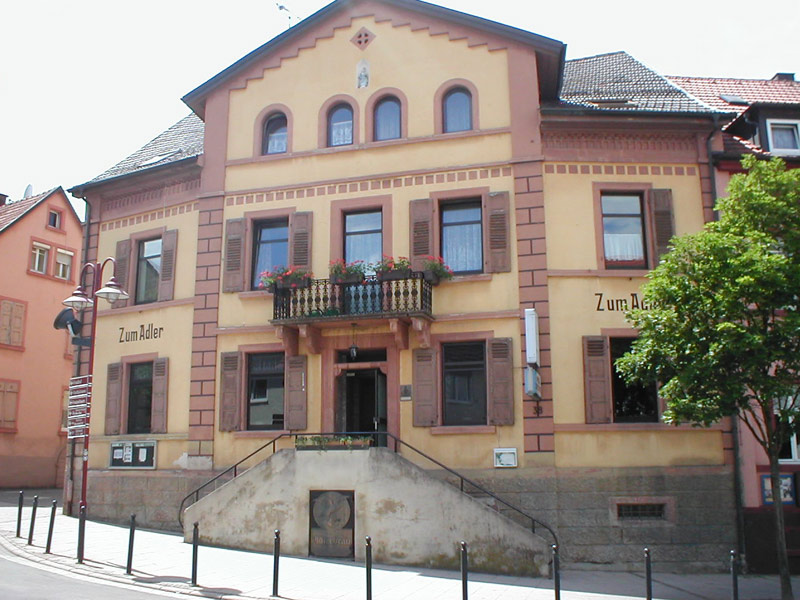
レストラン「アドラー」
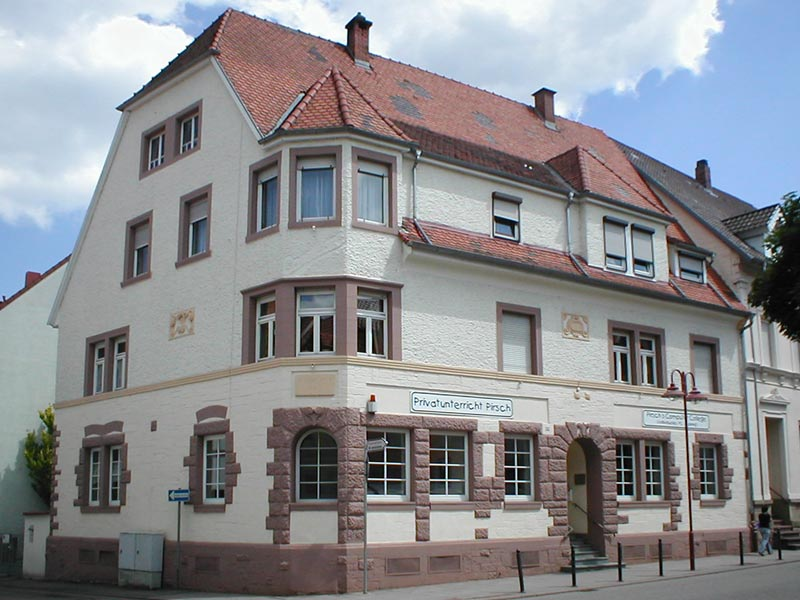
旧菓子工場
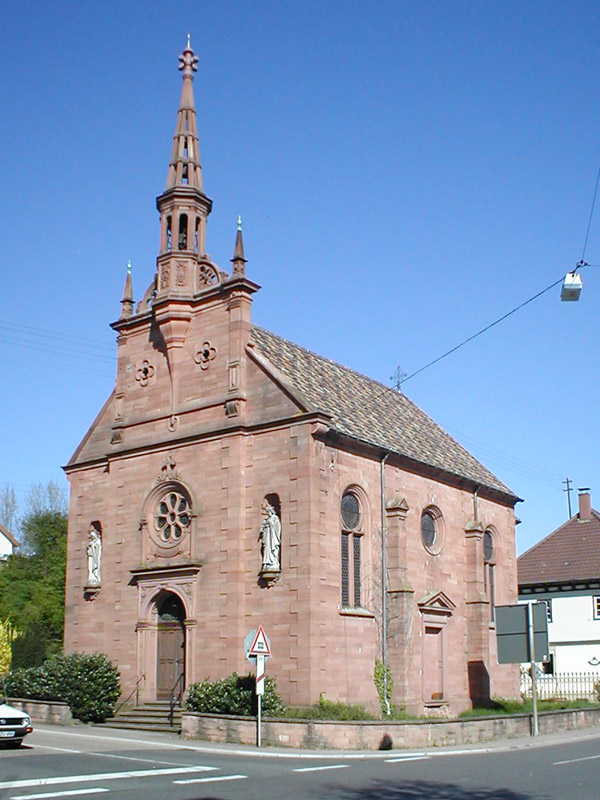
マリア礼拝堂
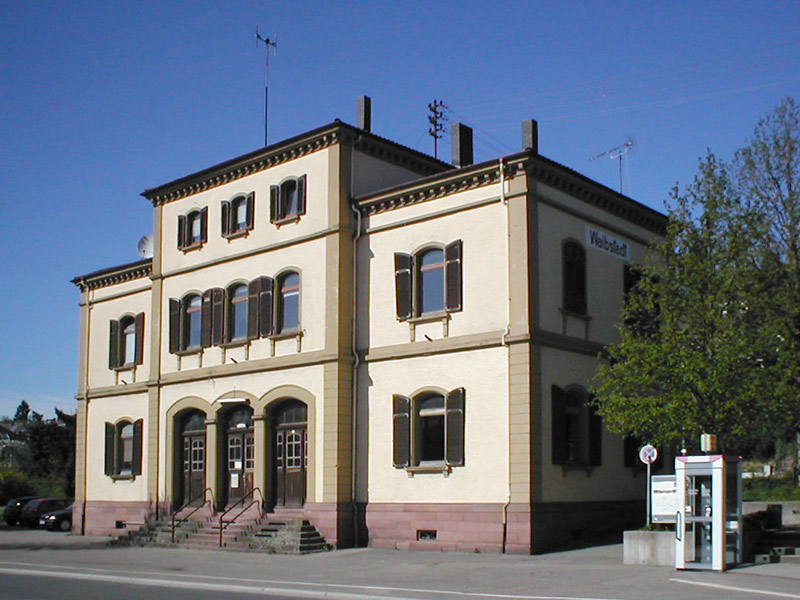
駅舎
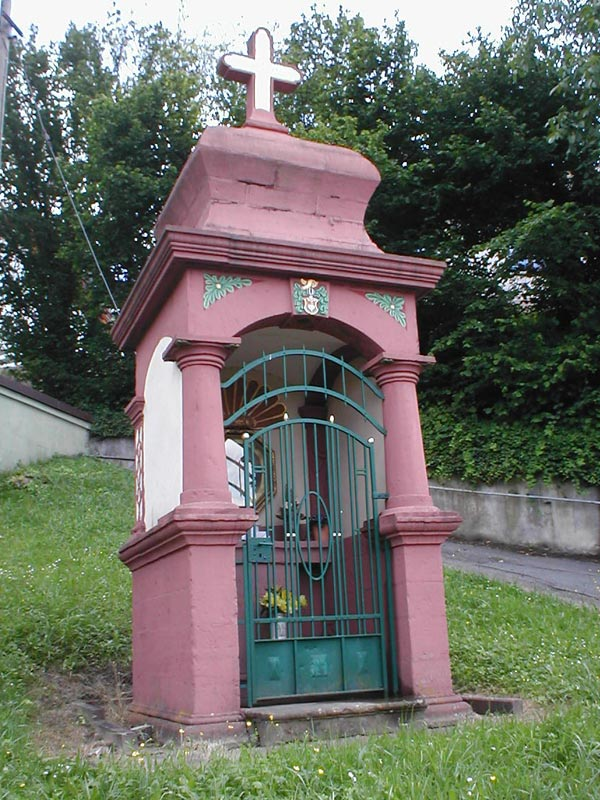
マリア祭壇
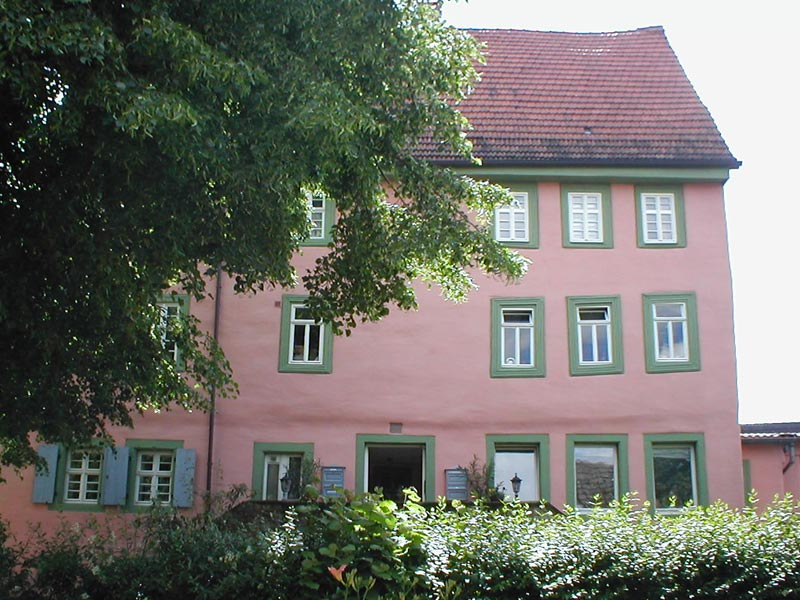
旧領主館
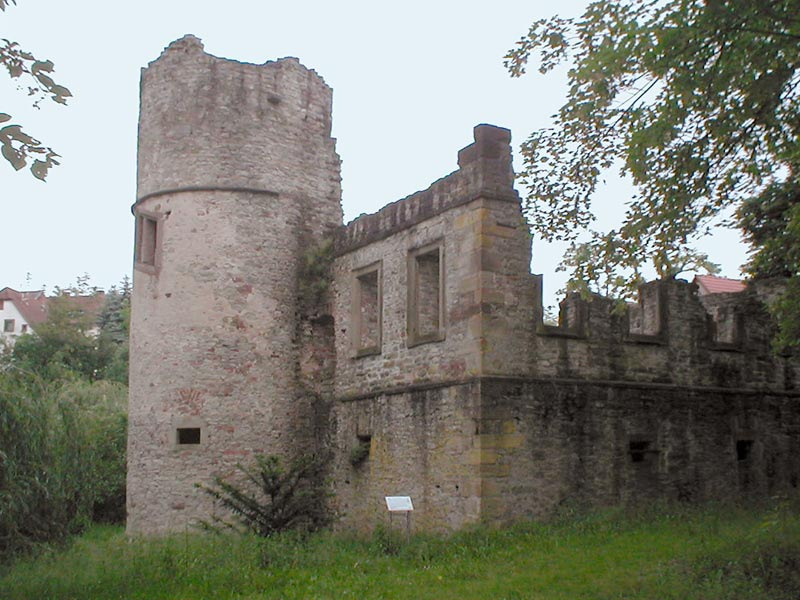
ダイスバッハ城趾

## 経済と社会資本

### 交通

#### 道路交通
ヴァイプシュタットは、連邦道B292号線沿いに位置する。この道路を使って約7km離れたジンスハイム・インターチェンジ経由で連邦アウトバーンA6号線に接続する。

#### 公共交通機関
ヴァイプシュタットは、シュヴァルツバッハタール鉄道（メッケスハイム - アグラスターハウゼン）沿いに位置する。この路線は、エルゼンツタール鉄道全線とともに2009年までに電化され、ラインネッカーSバーン網に組み込まれる。これによりハイデルベルクやマンハイムに乗り換えなしでアクセスできるようになる。この他、バス路線がジンスハイムとの間を結んでいる。

### 宗教機関
ヴァイプシュタットは、フライブルク大司教区のクライヒガウ首席司祭管区本部の所在地である。

## 引用
1. ↑  Statistisches Landesamt Baden-Württemberg – Bevölkerung nach Nationalität und Geschlecht am 31. Dezember 2023 (CSV-Datei)
2. ↑  Max Mangold, ed (2005). Duden, Aussprachewörterbuch (6 ed.). Dudenverl. p. 828. ISBN 978-3-411-04066-7